# Survivor Series 1996
Survivor Series 1996 è stato il decima edizione dell'omonimo pay-per-view prodotto dalla World Wrestling Federation. Si svolse il 17 novembre 1996 al Madison Square Garden di New York, nell'omonimo stato.

## Risultati
| #            | Risultati | Stipulazione                                               | Durata |
| ------------ | --- | ---------------------------------------------------------- | ------ |
| Free For All | Jesse James, Aldo Montoya, Bob Holly, e Bart Gunn sconfiggono The Sultan, Justin Bradshaw, Salvatore Sincere, e Billy Gunn (con The Iron Sheik e Uncle Zebekiah)                                                     | 4-on-4 Elimination match                                   | 10:46  |
| 1            | Doug Furnas, Phil Lafon, e The Godwinns (Henry O. Godwinn e Phineas I. Godwinn) (con Hillbilly Jim) sconfiggono Owen Hart, The British Bulldog e The New Rockers (Marty Jannetty e Leif Cassidy (con Clarence Mason) | 4-on-4 Elimination match                                   | 20:41  |
| 2            | The Undertaker sconfigge Mankind | Single match                                               | 14:52  |
| 3            | Marc Mero, Rocky Maivia, Jake Roberts, e The Stalker (con Sable) sconfiggono Crush, Jerry Lawler, Hunter Hearst Helmsley, e Goldust (con Marlena)                                                                    | 4-on-4 Elimination match                                   | 23:44  |
| 4            | Bret Hart sconfigge Steve Austin | Single match per decretare lo sfidante al WWF Championship | 24:41  |
| 5            | Faarooq, Vader, Razor Ramon, e Diesel (con Clarence Mason) vs Flash Funk, Jimmy Snuka, Savio Vega, e Yokozuna no contest                                                                                             | 4-on-4 Elimination match                                   | 09:48  |
| 7            | Sycho Sid sconfigge Shawn Michaels (c) (con Josè Lothario) | Single match per il WWF Championship                       | 20:02  |